# Туловиці (Мазовецьке воєводство)
Туловиці (пол. Tułowice) — село в Польщі, у гміні Брохув Сохачевського повіту Мазовецького воєводства.
Населення — 317 осіб (2011).
У 1975-1998 роках село належало до Варшавського воєводства.

## Демографія
Демографічна структура станом на 31 березня 2011 року:
|          | Загалом | Допрацездатний вік | Працездатний вік | Постпрацездатний вік |
| -------- | ------- | ------------------ | ---------------- | -------------------- |
| Чоловіки | 161     | 34                 | 104              | 23                   |
| Жінки    | 156     | 24                 | 89               | 43                   |
| Разом    | 317     | 58                 | 193              | 66                   |